# Arteria palatina descendens
Die Arteria palatina descendens („absteigende Gaumenarterie“) ist eine Schlagader des Kopfes. Sie entspringt im Bereich der Fossa pterygopalatina aus dem dritten Abschnitt der Oberkieferarterie. Sie teilt sich in die Arteria palatina major („große Gaumenarterie“) und die Arteriae palatinae minores („kleine Gaumenarterien“). Erstere zieht, zusammen mit dem Nervus palatinus major, durch das Foramen palatinum majus zum harten Gaumen, letztere durch das Foramen palatinum minus zum weichen Gaumen und den Gaumenmandeln, wo sie mit den Ästen der Arteria palatina ascendens anastomosieren.